# Aeroportul Healy Lake
Aeroportul Healy Lake (IATA: HKB, FAA LID: nicio valoare) este un aeroport din Alaska, Statele Unite ale Americii ce deservește zona Healy Lake⁠(d). A fost numit după zona deservită.
aeroportul dispune de o singură pistă.